# Beata Virgem Maria do Monte Carmelo em Mostacciano (título cardinalício)
O título cardinalício da Beata Virgem Maria do Monte Carmelo em Mostacciano (em latim: Beatæ Mariæ Virginis de Monte Carmelo in Mostacciano) foi instituído pelo Papa João Paulo II em 28 de junho de 1988. A igreja paroquial à qual dedicou-se o título foi construído em 1 de janeiro de 1974 pelo Cardeal Vigário Ugo Poletti pelo decreto Quo uberius e é regido pela Ordem de Nossa Senhora do Monte Carmelo. A igreja foi dedicada em 4 de outubro de 1986 pelo cardeal Ugo Poletti.
O complexo paroquial foi projetado por Giuseppe Spina e é propriedade da Pontifícia Obra para a preservação da fé e da prestação de novas igrejas em Roma.

## Titulares protetores
- John Baptist Wu Cheng-chung (1988-2002)
- Anthony Olubunmi Okogie (2003-)